# Babette Winter
Babette Winter, née le 6 juin 1964 à Castrop-Rauxel en Rhénanie-du-Nord-Westphalie, est une chimiste et femme politique allemande. Membre du Parti social-démocrate (SPD), elle est députée européenne de janvier à juillet 2019.

## Biographie
Après son diplôme d'études secondaires, Babette Winter étudie la chimie à l'université de Münster où elle obtient un doctorat en 1991.
Membre du SPD depuis 1989, elle intègre le Parlement européen en janvier 2019 à la suite de la démission de Jakob von Weizsäcker.